# 2016년 아타튀르크 공항 테러
2016년 6월 28일 현지 시간 22시 경에 튀르키예의 이스탄불 아타튀르크 공항에서 총격과 폭탄 테러가 발생했다. 이 테러로 최소 45명이 사망하고 239명이 부상을 입었다.
총격은 공항 주차장에서 발생한 반면, 폭발은 국제 도착 터미널 입구에서 발생하였다. 폭발은 자살 폭탄 테러리스트에 의해 발생한 것으로 추정된다. 몇몇 보도는 폭발이 공항의 다른 부분에서 발생했다고 주장하였다.
튀르키예 정부는 범인이 다에시의 지령을 받고 테러를 일으킨 것으로 파악했으며, 시리아를 통해서 입국했다고 말했다. 그러나 어떤 단체도 테러를 자신들이 일으켰다고 주장하지는 않았다.

## 공격
아타튀르크 시간 오후 10시 직전에 2명의 공격자가 공항 검색대의 X-레이 스캐너에 도착하여 총격을 시작하였다. 곧 경찰이 대응 사격을 시작하였다. 공격자들은 소지하고 있던 폭탄을 터트렸다.
보안 카메라에 찍힌 비디오를 보면, 테러리스트 중 한명은 제2 터미널 안 80피트(20미터) 정도에 있었다. CCTV에서 폭발은 사람들이 모인 곳 근처나 안에서 관찰할 수 있다. 폭발 중 하나는 터미널의 통로 건너 주차장 안에서 발생한 것으로 추정된다.

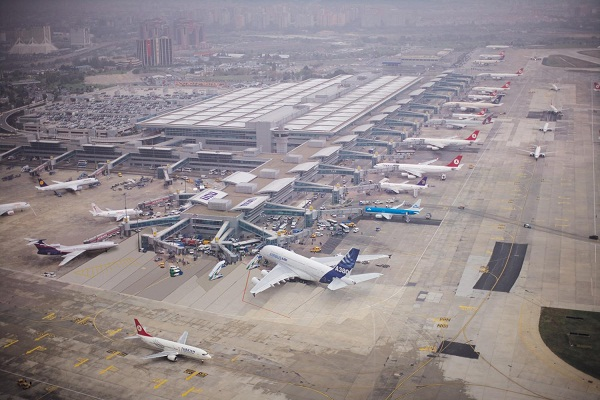
2011년 촬영된 주차장과 제2 터미널

사고가 일어난 직후에 트위터에 업로드된 비디오에는 무장한 한 공격자가 터미널로 들어와 사람들에게 총격을 하는 것이 명확히 촬영되었다. 비디오에서 공격자는 보안 요원이 쏜 총에 맞아 바닥에 쓰러진다. 보안 요원이 공격자에게 접근했다가 폭발물을 눈치채고 피하는 것이 보인다. 죽어가는 공격자는 폭발물을 터트린다. 공격 도중과 공격 직후, 공포에 질린 수많은 승객과 이용객은 상점, 화장실 안이나 벤치 밑 등 아무곳에나 몸을 숨겼다. 공격자 두 명은 폭발물을 터뜨린 후 자살하였고 1명은 보안 요원에 의해 사살되었다.
터미널에서 폭발물을 터트린 범인은 3명인 것으로 파악됐다.

## 희생자
45명이 사망하였고, 238명이 부상을 입었다. 희생자 중 다수는 터키 국적이었으나, 다른 국적 소유자도 사망자에 포함되어 있다.
| 국가           | 희생자 수 |
| -------------- | --------- |
| 튀르키예       | 23        |
| 사우디아라비아 | 6         |
| 요르단         | 3         |
| 팔레스타인     | 3         |
| 이라크         | 2         |
| 칠레           | 1         |
| 중화인민공화국 | 1         |
| 이란           | 1         |
| 튀니지         | 1         |
| 우크라이나     | 1         |
| 우즈베키스탄   | 1         |
| 미상           | 2         |
| 합계           | 45        |

## 같이 보기
- 2015년 앙카라 폭탄 테러
- 2016년 6월 이스탄불 폭탄 테러
- 2017년 이스탄불 나이트클럽 테러